# Ếch rêu Hewitt
Ếch rêu Hewitt, tên khoa học Anhydrophryne hewitti, là một loài ếch trong họ Petropedetidae. Chúng được tìm thấy ở Nam Phi và có thể cả Lesotho, được FitzSimons phân loại vào năm 1947. Ban đầu chúng được xếp vào chi Arthroleptella, sau được chuyển về chi Anhydrophryne vào năm 2006.
Các môi trường sống tự nhiên của chúng là các khu rừng ôn hòa, vùng cây bụi ôn đới, và sông.